# Herichthys pantostictus
Nosferatu pantostictus es una especie de peces de la familia Cichlidae en el orden de los Perciformes.

## Morfología
Los machos pueden llegar alcanzar los 12,6 cm de longitud total.

## Hábitat
Vive en zonas de clima tropical entre 17 °C-28 °C de temperatura.

## Distribución geográfica
Se encuentran en América: desde el río Sabinas hasta la Laguna Tamiahua (norte de México ).